# Северный Англет
Се́верный Англе́т (фр. Anglet-Nord) — упразднённый французский кантон, находился в регионе Аквитания, департамент Атлантические Пиренеи. Входил в состав округа Байонна.
Код INSEE кантона — 6442. В состав кантона Северный Англет входила часть коммуны Англет.

## Население
Население кантона на 2012 год составляло 15 638 человек.
| 1962 | 1968 | 1975 | 1982 | 1990   | 1999   | 2006   | 2012   |
| ---- | ---- | ---- | ---- | ------ | ------ | ------ | ------ |
| —    | —    | —    | —    | 14 748 | 15 811 | 15 885 | 15 638 |